# Wilhelm von Carnap

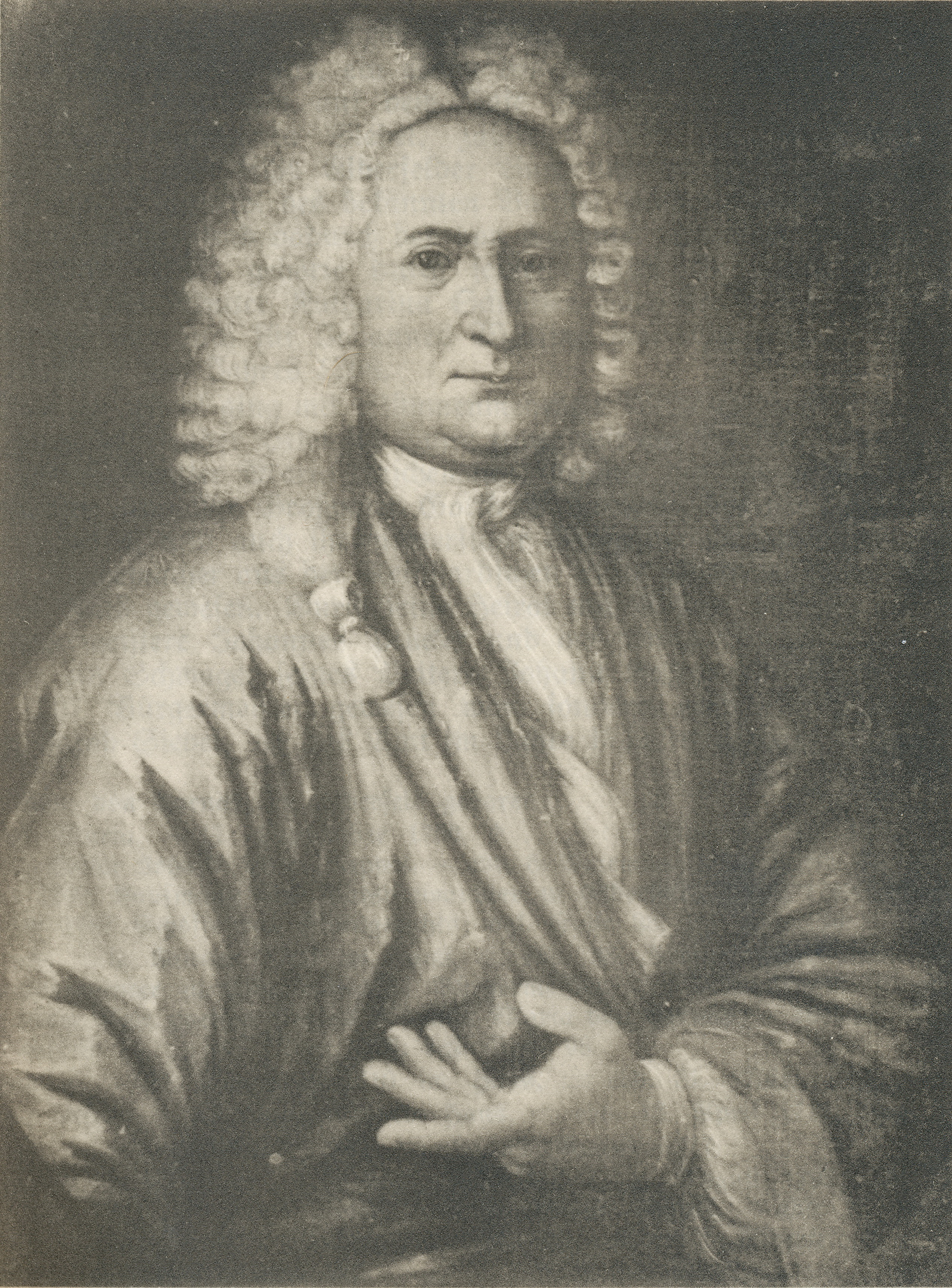
Wilhelm von Carnap

Wilhelm von Carnap (* 1680 in Elberfeld; † 1749 ebenda) war Bürgermeister von Elberfeld.
Wilhelm von Carnap wurde 1680 als Sohn des mehrmaligen Bürgermeisters Kaspar von Carnap und Maria Teschenmacher geboren. Am 20. März wurde er in Elberfeld getauft. Der Kaufmann wurde 1718 erstmals zum Bürgermeister von Elberfeld gewählt. Im Jahr darauf war er Stadtrichter, wiederum im Jahr darauf, 1720 und 1722 war er im Rat der Stadt. Bei der Bürgermeisterwahl 1725 wurde er erneut Bürgermeister von Elberfeld und somit 1726 nochmal Stadtrichter. Ein weiteres Mal war er 1733 im Rat der Stadt. Carnap starb 1749 und wurde am 6. Mai beerdigt.
Carnap hatte am 9. September 1705 Rosina Plücker geheiratet, eine Tochter des Elberfelder Kaufmanns und Bürgermeisters Johannes Plücker. Aus der Ehe entsprangen zwölf Kinder, von denen acht als Kinder starben. Der einzige Sohn, Kaspar von Carnap, wurde 1751 zum Bürgermeister gewählt.